# Statue-menhir de Montvallon
La statue-menhir de Montvallon est une statue-menhir appartenant au groupe rouergat découverte à Laval-Roquecezière, dans le département de l'Aveyron en France.

## Historique
La statue-menhir a été découverte en 2004 par Hubert Lautrec lors de la démolition d'un mur entre deux champs. La statue-menhir est inscrite monument historique au titre d'objet depuis le 14 octobre 2019.

## Description
La statue-menhir a été gravée sur une petite dalle de grès permien mesurant 0,67 m de hauteur sur 0,58 m de largeur et 0,06 m d'épaisseur. Elle a été légèrement endommagée (éraflures) lors de sa découverte mais la statue est complète malgré sa petite taille, car elle se limite à un buste ce qui est très particulier.
C'est une statue-féminine. Le visage se limite aux yeux, les autres caractères anthropomorphes sont les seins, les bras et les mains et une longue chevelure de forme triangulaire. Le personnage porte un collier à huit rangs et une ceinture.